# SAR-21
A SAR-21 egy Szingapúrban tervezett és gyártott bullpup lőfegyver, mely a korábban hadrendben álló M16-os gépkarabély váltófegyverévé vált.

## Szerkezet, kialakítás
Az 1980-as évek közepétől a szingapúri hadvezetés számára kulcsfontosságúvá vált egy új standard gépkarabély hadrendbe állítása, mely lehetővé tette volna az 1973 óta használt M16-os gépkarabély leváltását. A váltótípus keresése során azonban előnyben részesítették egy saját és az M16-osnál költséghatékonyabb gépkarabély típus kidolgozását.
A kiírt trender eredményeként elfogadott új lőfegyver polimerből készül, melynek gyártását nagyrészt CNC-vel végzik. A fegyver működési elve egy módosított Stoner rendszeren alapul, optikai irányzékát lézeres célmegjelölés egészíti ki.

## Típusok
- SAR-21 könnyű géppuska - hosszabb csővel, beépített villaállvánnyal és egy első markolattal felszerelve.
- SAR-21 Sharpshooter - 3.0x-es optikai irányzékkal felszerelt típus (a standard gépkarabélyokon 1,5x-os irányzék van), mely elsősorban az éjszakai használatot segíti.
- SAR-21 Lightweight - egy 2006-os kiállításon mutatták be először. A fegyver rövidebb csövet és markolatokat kapott, ez jelentősen csökkentette a gépkarabély súlyát. Emellett Picatinny-sínnel is felszerelték.

## Alkalmazók
- Szingapúr
- Brunei
- Indonézia - a különleges műveleti egységek használják.
- Marokkó
- Peru - különleges egységek.
- Thaiföld - különleges egységek.
- Srí Lanka - különleges egységek.